# Obsolescenza

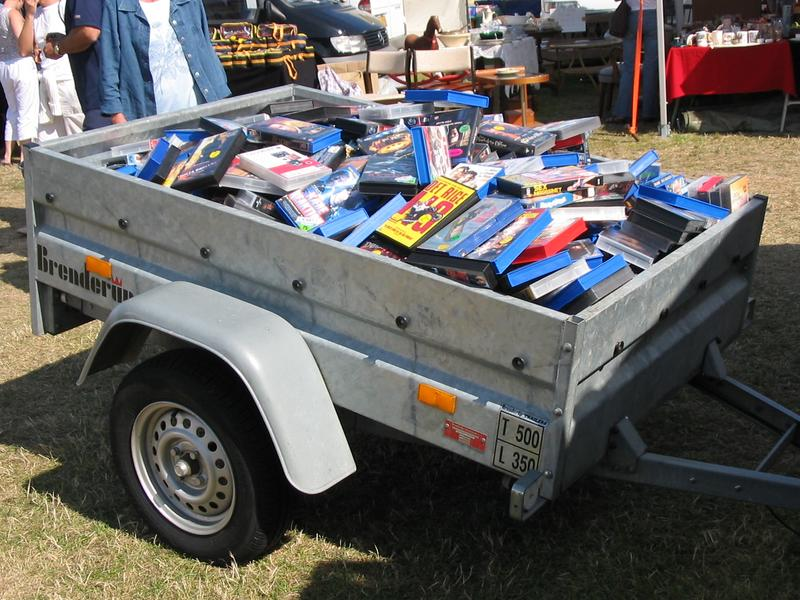
Vecchie videocassette al mercato delle pulci: il sistema VHS è stato superato da altri come il DVD.

L'obsolescenza è la perdita di valore nel mercato di un bene, causata dal progresso tecnico o dall'innovazione tecnologica. Il bene superato tecnologicamente si definisce con l'aggettivo obsoleto.
In senso lato, la parola obsolescenza indica una graduale perdita di efficienza causata dall'invecchiamento.

## Obsolescenza in senso stretto
Gli sviluppi tecnici permettono l'affermazione di prodotti sempre più raffinati; questi ultimi causano un deprezzamento di quelli che non sono più al passo coi tempi e che così cessano di essere competitivi.
- Esempio: il consumatore ha comprato un telefono cellulare di seconda mano in perfetto stato; dopo un anno, senza neanche aver aperto la confezione, cerca di rivenderlo, ma siccome il modello è almeno in parte superato, obsoleto, nessuno è disposto a pagare quello che un anno prima era un prezzo di mercato.

Parlando di obsolescenza in senso stretto si presume in italiano che la perdita di valore dell'obsolescenza sia indipendente dalla funzionalità di un bene e che quindi riguardi anche prodotti in perfetto stato di conservazione: è questo ad esempio il caso anche parlando di obsolescenza digitale.
- Esempio: il consumatore ritrova dei dati di una certa importanza su un floppy disk in ottimo stato, ma non avendo più un computer in grado di leggere il dischetto, egli non è in grado di accedere alle informazioni.

In economia aziendale, la perdita di valore del bene obsolescente va messa in calcolo nella contabilità.
- Esempio: la direzione di una fabbrica deve tener conto del fatto che i macchinari comprati alcuni anni fa, oltre a logorarsi, non sono più ad un livello tecnologico ottimale. Anche per quest'ultima ragione essi andranno valutati, durante il periodo dell'ammortamento, con una cifra sempre inferiore.

## Obsolescenza in senso lato
È opportuno ricordare che nella lingua latina, il verbo obsolescĕre indica semplicemente il concetto di 'logorarsi' oppure 'cadere in disuso': talvolta si parla anche nel linguaggio comune di obsolescenza indicando – in senso più ampio – una sorta di invecchiamento in genere. Ciò può valere quando un oggetto è passato semplicemente di moda; oppure talvolta addirittura nel caso in cui la perdita di valore sia legata al puro e semplice uso del bene, dato che quest'ultimo perde la sua funzionalità. Si parla inoltre di obsolescenza programmata (planned obsolescence) nel caso in cui già in fase di progettazione un prodotto viene concepito per non durare a lungo oppure – addirittura – in maniera da diventare inutilizzabile prima ancora della fine del suo naturale ciclo di vita.
- Esempio: una stampante ancora in buono stato e tutt'oggi al passo coi tempi comunica problemi di funzionamento non verosimili e smette all'improvviso di funzionare perché il produttore vi ha installato un firmware che rende l'apparecchio inservibile non appena trascorso un determinato ciclo di sfruttamento, la cui durata è arbitrariamente stabilita dai produttori (numero di stampe, ore di accensione, etc.). In questo modo, il fabbricante cerca di animare il consumatore ad acquistare presto un nuovo modello, sempre a patto che il consumatore non reperisca il software adatto a superare il blocco imposto al suo apparecchio.[7]

Il valore economico di un bene obsoleto in qualsiasi senso può rivelarsi, con il tempo e con le circostanze, maggiore di quello d'acquisto quando intervengono circostanze esterne in cui venga alterata la funzione originaria dell'oggetto (si pensi ad aspetti di antiquariato, vintage o collezionismo).